# Малбрук
Малбрук (Chlorocebus cynosuros) е вид примат от семейство Коткоподобни маймуни (Cercopithecidae). Видът не е застрашен от изчезване.

## Разпространение и местообитание
Разпространен е в Ангола, Демократична република Конго, Замбия и Намибия.
Обитава градски и гористи местности, ливади, савани, крайбрежия, плажове, блата, мочурища и тресавища.

## Описание
Популацията на вида е стабилна.